# Pallanuoto ai Giochi della XXX Olimpiade - Convocazioni al torneo maschile
In questa pagina sono elencate le formazioni delle squadre nazionali qualificate al torneo olimpico di pallanuoto dei Giochi della XXX Olimpiade.

Ogni nazionale partecipante può disporre di una rosa di massimo 13 giocatori. I dati riguardanti i club sono riferiti all'ultima stagione disputata (2011-2012).

## Gruppo A

### Australia
La selezione ufficiale è stata annunciata il 2 luglio 2012.
| No | Nome             | R  | Alt    | Peso   | Data di nascita   | Luogo di nascita        | Club                     | P | G |
| -- | ---------------- | -- | ------ | ------ | ----------------- | ----------------------- | ------------------------ | - | - |
| 1  | Joel Dennerley   | P  | 1,94 m | 94 kg  | 25 giugno 1987    | Auburn, Australia       | Wests Magpies, AUS       | 1 | 8 |
| 2  | Richie Campbell  | D  | 1,93 m | 99 kg  | 18 settembre 1987 | Waratah, Australia      | Wests Magpies, AUS       | 1 | 1 |
| 3  | Tim Cleland      | CB | 1,95 m | 115 kg | 15 dicembre 1984  | Subiaco, Australia      | Fremantle Mariners, AUS  | 1 | 1 |
| 4  | Johnno Cotterill | A  | 1,93 m | 88 kg  | 27 ottobre 1987   | Sutherland, Australia   | Paniōnios, GRC           | 1 | 1 |
| 5  | Aaron Younger    | A  | 1,93 m | 100 kg | 25 settembre 1991 | Attadale, Australia     | Szeged, HUN              | 1 | 0 |
| 6  | Jamie Beadsworth | A  | 1,93 m | 114 kg | 11 giugno 1985    | Subiaco, Australia      | Fremantle Mariners, AUS  | 1 | 0 |
| 7  | Aiden Roach      | A  | 1,86 m | 88 kg  | 7 settembre 1990  | Darlinghurst, Australia | Drummoyne Devils, AUS    | 1 | 1 |
| 8  | Sam McGregor (C) | A  | 1,92 m | 95 kg  | 12 agosto 1984    | Darwin, Australia       | Victorian Tigers, AUS    | 1 | 0 |
| 9  | Thomas Whalan    | CB | 1,94 m | 90 kg  | 13 ottobre 1980   | Sydney, Australia       | Sydney Lions, AUS        | 1 | 0 |
| 10 | Gavin Woods      | A  | 1,99 m | 95 kg  | 1º marzo 1978     | Sydney, Australia       | Balmain Tigers, AUS      | 1 | 0 |
| 11 | Rhys Howden      | A  | 1,88 m | 82 kg  | 2 aprile 1987     | Brisbane, Australia     | Brisbane Barracudas, AUS | 1 | 1 |
| 12 | Billy Miller     | A  | 1,88 m | 89 kg  | 21 febbraio 1988  | Brisbane, Australia     | QLD Breakers, AUS        | 1 | 0 |
| 13 | James Clark      | P  | 1,95 m | 95 kg  | 22 marzo 1991     | Nowra, Australia        | Balmain Tigers, AUS      | 0 | 0 |

- Staff tecnico:

CT:  John Fox
Assistenti: Paul Oberman, Frank Otto. Fisioterapista: Ian Gard. Video: Andrew Yanitsas. Psicologo: Jonah Oliver.

### Croazia
Ratko Rudić ha annunciato la lista dei 13 l'8 luglio 2012.
| No | Nome            | R  | Alt    | Peso   | Data di nascita  | Luogo di nascita  | Club               | P | G |
| -- | --------------- | -- | ------ | ------ | ---------------- | ----------------- | ------------------ | - | - |
| 1  | Josip Pavić     | P  | 1,95 m | 90 kg  | 15 gennaio 1982  | Spalato, Croazia  | Mladost, HRV       | 1 | 6 |
| 2  | Damir Burić     | CB | 2,05 m | 115 kg | 2 dicembre 1980  | Pola, Croazia     | Pro Recco, ITA     | 1 | 0 |
| 3  | Miho Bošković   | A  | 1,96 m | 96 kg  | 11 novembre 1983 | Ragusa, Croazia   | Jug Dubrovnik, HRV | 1 | 2 |
| 4  | Nikša Dobud     | CB | 1,99 m | 118 kg | 5 agosto 1985    | Ragusa, Croazia   | Jug Dubrovnik, HRV | 1 | 2 |
| 5  | Maro Joković    | A  | 2,03 m | 95 kg  | 1º ottobre 1987  | Ragusa, Croazia   | Jug Dubrovnik, HRV | 1 | 0 |
| 6  | Ivan Buljubašić | D  | 1,98 m | 108 kg | 31 ottobre 1987  | Macarsca, Croazia | Primorje, HRV      | 1 | 0 |
| 7  | Petar Muslim    | A  | 2,00 m | 102 kg | 26 marzo 1988    | Spalato, Croazia  | Primorje, HRV      | 1 | 1 |
| 8  | Andro Bušlje    | D  | 2,00 m | 115 kg | 4 gennaio 1986   | Ragusa, Croazia   | Jug Dubrovnik, HRV | 1 | 1 |
| 9  | Sandro Sukno    | A  | 2,00 m | 93 kg  | 30 maggio 1990   | Ragusa, Croazia   | Pro Recco, ITA     | 1 | 2 |
| 10 | Samir Barač (C) | A  | 1,87 m | 89 kg  | 2 novembre 1973  | Fiume, Croazia    | Primorje, HRV      | 1 | 0 |
| 11 | Igor Hinić      | CB | 2,02 m | 110 kg | 4 dicembre 1975  | Fiume, Croazia    | Mladost, HRV       | 1 | 0 |
| 12 | Paulo Obradović | A  | 1,90 m | 100 kg | 9 marzo 1986     | Ragusa, Croazia   | Primorje, HRV      | 1 | 0 |
| 13 | Frano Vićan     | P  | 1,92 m | 94 kg  | 24 gennaio 1976  | Ragusa, Croazia   | Primorje, HRV      | 0 | 0 |

- Staff tecnico:

CT:  Ratko Rudić.
Assistenti: Vjekoslav Kobešćak, Elvis Fatović.

### Grecia
La lista definitiva per i Giochi di Londra è stata annunciata il 10 luglio 2012.
| No | Nome                      | R  | Alt    | Peso   | Data di nascita   | Luogo di nascita | Club               | P | G |
| -- | ------------------------- | -- | ------ | ------ | ----------------- | ---------------- | ------------------ | - | - |
| 1  | Nikolaos Deligiannis      | P  | 1,90 m | 95 kg  | 3 settembre 1976  | Atene, Grecia    | Olympiakos, GRC    | 1 | 8 |
| 2  | Emmanouil Mylonakis       | A  | 1,85 m | 75 kg  | 9 aprile 1985     | La Canea, Grecia | Vouliagmeni, GRC   | 1 | 0 |
| 3  | Andreas Miralis           | A  | 1,83 m | 89 kg  | 21 settembre 1987 | Atene, Grecia    | Chios, GRC         | 1 | 1 |
| 4  | Kostas Kokkinakis         | D  | 1,93 m | 107 kg | 9 ottobre 1975    | Ioannina, Grecia | Panathinaikos, GRC | 1 | 0 |
| 5  | Theodoros Chatzitheodorou | D  | 1,90 m | 100 kg | 1º ottobre 1976   | Atene, Grecia    | Chios, GRC         | 1 | 0 |
| 6  | Argyrīs Theodōropoulos    | A  | 1,87 m | 95 kg  | 13 gennaio 1981   | Atene, Grecia    | Chios, GRC         | 1 | 0 |
| 7  | Chrīstos Afroudakīs       | A  | 1,88 m | 88 kg  | 23 maggio 1984    | Atene, Grecia    | Vouliagmeni, GRC   | 1 | 0 |
| 8  | Evagelos Delakas          | A  | 1,90 m | 88 kg  | 8 febbraio 1985   | Atene, Grecia    | Olympiakos, GRC    | 1 | 1 |
| 9  | Georgios Afroudakis (C)   | CB | 1,94 m | 103 kg | 17 ottobre 1976   | Atene, Grecia    | Panathinaikos, GRC | 1 | 0 |
| 10 | Ioannis Fountoulis        | A  | 1,87 m | 86 kg  | 25 maggio 1988    | Chios, Grecia    | Olympiakos, GRC    | 1 | 2 |
| 11 | Konstantinos Mourikis     | CB | 1,98 m | 115 kg | 17 luglio 1988    | Maroussi, Grecia | Olympiakos, GRC    | 1 | 2 |
| 12 | Manthos Voulgarakis       | CB | 1,88 m | 104 kg | 14 marzo 1980     | La Canea, Grecia | Vouliagmeni, GRC   | 1 | 0 |
| 13 | Filippos Karampetsos      | P  | 1,92 m | 95 kg  | 22 ottobre 1977   | Patrasso, Grecia | Chios, GRC         | 0 | 0 |

- Staff tecnico:

CT:  Dragan Andrić.
Assistenti: Costas Vamvakaris, Georgios Marinos.

### Kazakistan
| No | Nome                   | R  | Alt    | Peso   | Data di nascita   | Luogo di nascita     | Club                   | P | G  |
| -- | ---------------------- | -- | ------ | ------ | ----------------- | -------------------- | ---------------------- | - | -- |
| 1  | Nikolay Maximov        | P  | 1,90 m | 95 kg  | 15 novembre 1972  | Mosca, Russia        | Astana, KAZ            | 1 | 14 |
| 2  | Sergey Gubarev         | D  | 1,83 m | 93 kg  | 30 ottobre 1978   | Biškek, Kirghizistan | Dinamo Mosca, RUS      | 1 | 2  |
| 3  | Murat Shakenov         | D  | 1,83 m | 71 kg  | 23 settembre 1990 | Almaty, Kazakistan   | Astana, KAZ            | 1 | 0  |
| 4  | Sergey Gorovoy         | CB | 1,92 m | 105 kg | 6 agosto 1975     | Šymkent, Kazakistan  | Astana, KAZ            | 1 | 0  |
| 5  | Alexey Panfili         | D  | 1,98 m | 98 kg  | 5 gennaio 1974    | Biškek, Kirghizistan | Spartak Volgograd, RUS | 1 | 0  |
| 6  | Alexey Shmider         | CB | 1,83 m | 90 kg  | 19 marzo 1990     | Almaty, Kazakistan   | Astana, KAZ            | 1 | 0  |
| 7  | Vladimir Ushakov       | D  | 1,95 m | 94 kg  | 16 marzo 1982     | Kiev, Ucraina        | Dinamo Mosca, RUS      | 1 | 2  |
| 8  | Rustam Ukumanov        | D  | 1,92 m | 86 kg  | 22 marzo 1986     | Almaty, Kazakistan   | Astana, KAZ            | 1 | 1  |
| 9  | Yevgeniy Zhilyayev (C) | A  | 1,91 m | 93 kg  | 13 luglio 1973    | Almaty, Kazakistan   | Astana, KAZ            | 1 | 1  |
| 10 | Mikhail Ruday          | A  | 1,93 m | 95 kg  | 4 maggio 1988     | Almaty, Kazakistan   | Astana, KAZ            | 1 | 0  |
| 11 | Ravil Manafov          | A  | 1,94 m | 98 kg  | 22 giugno 1985    | Almaty, Kazakistan   | Astana, KAZ            | 1 | 0  |
| 12 | Nikita Kokorin         | D  | 1,90 m | 77 kg  | 22 luglio 1989    | Almaty, Kazakistan   | Astana, KAZ            | 1 | 0  |
| 13 | Alexandr Shvedov       | P  | 1,97 m | 85 kg  | 11 aprile 1973    | Almaty, Kazakistan   | Astana, KAZ            | 0 | 0  |

- Staff tecnico:

CT:  Sergey Drozdov.
Assistenti: Vladimir Sorokin, Uroš Stefanović

### Italia
Il commissario tecnico del Settebello ha annunciato una prima selezione di 14 giocatori il 5 luglio 2012, che sono poi stati ridotti a 13 il 19 luglio con l'esclusione di Arnaldo Deserti.
| No | Nome                 | R  | Alt    | Peso   | Data di nascita  | Luogo di nascita        | Club             | P | G |
| -- | -------------------- | -- | ------ | ------ | ---------------- | ----------------------- | ---------------- | - | - |
| 1  | Stefano Tempesti (C) | P  | 2,05 m | 97 kg  | 9 giugno 1979    | Prato, Italia           | Pro Recco, ITA   | 1 | 5 |
| 2  | Amaurys Pérez        | D  | 1,94 m | 98 kg  | 18 marzo 1976    | Camagüey, Cuba          | Posillipo, ITA   | 1 | 0 |
| 3  | Niccolò Gitto        | D  | 1,89 m | 76 kg  | 12 ottobre 1986  | Roma, Italia            | Pro Recco, ITA   | 1 | 1 |
| 4  | Pietro Figlioli      | A  | 1,92 m | 97 kg  | 29 maggio 1984   | Rio de Janeiro, Brasile | Pro Recco, ITA   | 1 | 1 |
| 5  | Alex Giorgetti       | A  | 1,86 m | 78 kg  | 24 dicembre 1987 | Budapest, Ungheria      | Pro Recco, ITA   | 1 | 2 |
| 6  | Maurizio Felugo      | CV | 1,89 m | 82 kg  | 4 marzo 1981     | Rapallo, Italia         | Pro Recco, ITA   | 1 | 2 |
| 7  | Massimo Giacoppo     | D  | 1,84 m | 92 kg  | 10 maggio 1983   | Messina, Italia         | Pro Recco, ITA   | 1 | 0 |
| 8  | Valentino Gallo      | A  | 1,93 m | 92 kg  | 17 luglio 1985   | Siracusa, Italia        | Posillipo, ITA   | 1 | 0 |
| 9  | Christian Presciutti | A  | 1,85 m | 84 kg  | 27 novembre 1982 | Venezia, Italia         | AN Brescia, ITA  | 1 | 0 |
| 10 | Deni Fiorentini      | D  | 1,91 m | 84 kg  | 5 giugno 1984    | Spalato, Croazia        | Pro Recco, ITA   | 1 | 0 |
| 11 | Matteo Aicardi       | CB | 1,92 m | 104 kg | 19 aprile 1986   | Finale Ligure, Italia   | Savona, ITA      | 1 | 1 |
| 12 | Danijel Premuš       | CB | 1,86 m | 101 kg | 15 aprile 1981   | Fiume, Croazia          | Jadran H.N., MNE | 1 | 1 |
| 13 | Giacomo Pastorino    | P  | 1,90 m | 84 kg  | 7 giugno 1980    | Savona, Italia          | Pro Recco, ITA   | 0 | 0 |

- Staff tecnico:

CT:  Sandro Campagna.
Assistente: Amedeo Pomilio. Team manager: Francesco Attolico. Preparatore atletico: Alessandro Amato. Medico: Giovanni Melchiorri. Fisioterapista: Massimiliano Sarti. Psicologa: Bruna Rossi. Video: Gianni Fedele.

### Spagna
La formazione iberica è stata comunicata il 9 luglio 2012
| No | Nome                 | R  | Alt    | Peso   | Data di nascita  | Luogo di nascita        | Club             | P | G |
| -- | -------------------- | -- | ------ | ------ | ---------------- | ----------------------- | ---------------- | - | - |
| 1  | Iñaki Aguilar        | P  | 1,89 m | 82 kg  | 9 settembre 1983 | Barcellona, Spagna      | Sabadell, ESP    | 1 | 3 |
| 2  | Mario García         | D  | 1,90 m | 91 kg  | 15 luglio 1983   | Madrid, Spagna          | Real Canoe, ESP  | 1 | 1 |
| 3  | David Martín         | D  | 1,77 m | 78 kg  | 2 gennaio 1977   | Barcellona, Spagna      | Barceloneta, ESP | 1 | 0 |
| 4  | Balazs Szirianyi     | CB | 1,96 m | 108 kg | 10 gennaio 1983  | Budapest, Ungheria      | Real Canoe, ESP  | 1 | 1 |
| 5  | Guillermo Molina (C) | CV | 1,94 m | 108 kg | 16 marzo 1984    | Ceuta, Spagna           | Pro Recco, ITA   | 1 | 1 |
| 6  | Marc Minguell        | D  | 1,86 m | 95 kg  | 14 gennaio 1985  | Hospitalet, Spagna      | Posillipo, ITA   | 1 | 2 |
| 7  | Blai Mallarach       | A  | 1,87 m | 87 kg  | 21 agosto 1987   | Olot, Spagna            | Mladost, HRV     | 1 | 2 |
| 8  | Albert Español       | A  | 1,89 m | 86 kg  | 29 ottobre 1985  | Barcellona, Spagna      | Florentia, ITA   | 1 | 1 |
| 9  | Xavi Vallés          | A  | 1,91 m | 104 kg | 4 settembre 1979 | Sabadell, Spagna        | Barceloneta, ESP | 1 | 0 |
| 10 | Felipe Perrone       | CV | 1,83 m | 95 kg  | 27 febbraio 1986 | Rio de Janeiro, Brasile | Pro Recco, ESP   | 1 | 5 |
| 11 | Iván Pérez           | CB | 1,97 m | 109 kg | 19 giugno 1971   | L'Avana, Cuba           | Sabadell, ESP    | 1 | 1 |
| 12 | Xavi García          | A  | 1,98 m | 92 kg  | 5 gennaio 1984   | Barcellona, Spagna      | Primorje, HRV    | 1 | 0 |
| 13 | Dani Pinedo          | P  | 1,91 m | 87 kg  | 16 luglio 1980   | Barcellona, Spagna      | Barceloneta, ESP | 1 | 3 |

- Staff tecnico:

CT:  Rafa Aguilar
Assistenti: Antonio Aparicio, Quim Colet. Preparatore atletico: Marcel·lí Massafret. Fisioterapista: Fermín Oliete. Medico: Albert Estiarte. Delegato federale: Pere Robert. Capo delegazione: Juan Viota.

## Gruppo B

### Gran Bretagna
| No | Nome                | R  | Alt    | Peso   | Data di nascita | Luogo di nascita         | Club                | P | G  |
| -- | ------------------- | -- | ------ | ------ | --------------- | ------------------------ | ------------------- | - | -- |
| 1  | Edward Scott        | P  | 1,97 m | 85 kg  | 28 maggio 1988  | Leeds, Inghilterra       | Mediterrani, ESP    | 1 | 13 |
| 2  | Ciaran James        | D  | 1,93 m | 93 kg  | 5 luglio 1991   | Bristol, Inghilterra     | Cannstatt, DEU      | 1 | 0  |
| 3  | Glen Robinson       | D  | 1,87 m | 83 kg  | 26 gennaio 1989 | Kendal, Inghilterra      | Würzburg 05, DEU    | 1 | 0  |
| 4  | Sean King           | D  | 1,93 m | 87 kg  | 3 maggio 1989   | Farborough, Inghilterra  | Weiden, DEU         | 1 | 0  |
| 5  | Craig Figes (C)     | A  | 1,89 m | 90 kg  | 14 agosto 1978  | Bristol, Inghilterra     | Simply Pescara, ITA | 1 | 1  |
| 6  | Jack Waller         | A  | 1,87 m | 95 kg  | 6 ottobre 1989  | Welwyn G.C., Inghilterra | Sant Andreu, ESP    | 1 | 1  |
| 7  | Alexander Parsonage | D  | 1,80 m | 87 kg  | 30 maggio 1985  | Dudley, Inghilterra      | Utrecht, NLD        | 1 | 0  |
| 8  | Jake Vincent        | CB | 2,03 m | 93 kg  | 24 giugno 1989  | Solihull, Inghilterra    | Rapid Bucarest, ROU | 1 | 0  |
| 9  | Robert Parker       | CB | 2,00 m | 100 kg | 4 dicembre 1987 | Cheltenham, Inghilterra  | Terrassa, ESP       | 1 | 2  |
| 10 | Adam Scholefield    | A  | 1,90 m | 100 kg | 24 maggio 1985  | Leeds, Inghilterra       | Pécs, HUN           | 1 | 0  |
| 11 | Sean Ryder          | D  | 1,88 m | 98 kg  | 18 giugno 1987  | Nottingham, Inghilterra  | Weiden, DEU         | 1 | 0  |
| 12 | Joseph O'Regan      | CB | 2,03 m | 104 kg | 22 giugno 1991  | Oldham, Inghilterra      | Pécs, HUN           | 1 | 0  |
| 13 | Matthew Holland     | P  | 1,94 m | 100 kg | 22 maggio 1989  | Carshalton, Inghilterra  | PSV, NLD            | 0 | 0  |

- Staff tecnico:

CT:  Cristian Iordache.
Assistenti: Zóltan Kásás, Kay Atkin

### Montenegro
| No | Nome               | R  | Alt    | Peso   | Data di nascita   | Luogo di nascita    | Club               | P | G |
| -- | ------------------ | -- | ------ | ------ | ----------------- | ------------------- | ------------------ | - | - |
| 1  | Denis Šefik        | P  | 1,98 m | 115 kg | 20 settembre 1976 | Belgrado, Serbia    | Civitavecchia, ITA | 1 | 2 |
| 2  | Draško Brguljan    | D  | 1,94 m | 88 kg  | 27 dicembre 1984  | Cattaro, Montenegro | Vasas, HUN         | 1 | 1 |
| 3  | Vjekoslav Pasković | A  | 1,81 m | 85 kg  | 23 marzo 1985     | Cattaro, Montenegro | Posillipo, ITA     | 1 | 1 |
| 4  | Antonio Petrović   | D  | 1,93 m | 95 kg  | 24 settembre 1982 | Cattaro, Montenegro | Savona, ITA        | 1 | 0 |
| 5  | Dragan Drašković   | CV | 1,92 m | 94 kg  | 1º settembre 1988 | Cattaro, Montenegro | Civitavecchia, ITA | 1 | 0 |
| 6  | Aleksandar Radović | D  | 1,91 m | 95 kg  | 24 febbraio 1987  | Ragusa, Croazia     | Partizan, SRB      | 1 | 1 |
| 7  | Mlađan Janović     | A  | 1,91 m | 94 kg  | 11 giugno 1984    | Cattaro, Montenegro | Savona, ITA        | 1 | 0 |
| 8  | Nikola Janović (C) | A  | 1,91 m | 100 kg | 22 marzo 1980     | Cattaro, Montenegro | Jug Dubrovnik, HRV | 1 | 0 |
| 9  | Aleksandar Ivović  | CB | 1,97 m | 105 kg | 24 febbraio 1986  | Cattaro, Montenegro | Pro Recco, ITA     | 1 | 3 |
| 10 | Boris Zloković     | CB | 1,97 m | 100 kg | 16 marzo 1983     | Cattaro, Montenegro | Pro Recco, ITA     | 1 | 0 |
| 11 | Vladimir Gojković  | A  | 1,88 m | 92 kg  | 29 gennaio 1981   | Cattaro, Montenegro | Jadran H.N., MNE   | 1 | 1 |
| 12 | Predrag Jokić      | D  | 1,88 m | 96 kg  | 3 febbraio 1983   | Cattaro, Montenegro | Budva, MNE         | 1 | 0 |
| 13 | Miloš Šćepanović   | P  | 1,85 m | 89 kg  | 9 ottobre 1982    | Belgrado, Serbia    | Jadran H.N., MNE   | 1 | 6 |

- Staff tecnico:

CT:  Ranko Perović.
Assistenti: Vido Lompar, Simone Rigalza.

### Romania
La formazione è stata annunciata il 29 giugno 2012.
| No | Nome               | R  | Alt    | Peso   | Data di nascita   | Luogo di nascita     | Club                 | P | G |
| -- | ------------------ | -- | ------ | ------ | ----------------- | -------------------- | -------------------- | - | - |
| 1  | Dragoş Stoenescu   | P  | 1,96 m | 96 kg  | 30 maggio 1979    | Bucarest, Romania    | Dinamo Bucarest, ROU | 1 | 4 |
| 2  | Cosmin Radu (C)    | CB | 1,93 m | 110 kg | 9 novembre 1981   | Bucarest, Romania    | Mladost, HRV         | 1 | 2 |
| 3  | Tiberiu Negrean    | A  | 1,87 m | 85 kg  | 1º settembre 1988 | Cluj-Napoca, Romania | Szolnok, HUN         | 1 | 2 |
| 4  | Nicolae Diaconu    | A  | 1,80 m | 88 kg  | 4 settembre 1980  | Oradea, Romania      | Oradea, ROU          | 1 | 4 |
| 5  | Andrei Iosep       | A  | 1,95 m | 99 kg  | 20 settembre 1977 | Bucarest, Romania    | Navarra, ESP         | 1 | 1 |
| 6  | Andrei Buşilă      | D  | 1,91 m | 92 kg  | 10 novembre 1980  | Bucarest, Romania    | Oradea, ROU          | 1 | 0 |
| 7  | Alex Matei         | A  | 1,95 m | 95 kg  | 31 dicembre 1980  | Bucarest, Romania    | Dinamo Bucarest, ROU | 1 | 2 |
| 8  | Mihnea Chioveanu   | CB | 1,98 m | 115 kg | 21 agosto 1987    | Bucarest, Romania    | Oradea, ROU          | 1 | 0 |
| 9  | Dimitri Goanţă     | D  | 2,02 m | 113 kg | 17 luglio 1987    | Bucarest, Romania    | Horgen, CHE          | 1 | 1 |
| 10 | Ramiro Gheorghescu | A  | 1,93 m | 93 kg  | 27 novembre 1982  | Oradea, Romania      | Szolnok, HUN         | 1 | 1 |
| 11 | Alexandru Ghivan   | D  | 1,96 m | 96 kg  | 12 ottobre 1986   | Mizil, Romania       | Oradea, ROU          | 1 | 0 |
| 12 | Kalman Kadar       | D  | 1,90 m | 84 kg  | 11 giugno 1979    | Oradea, Romania      | Oradea, ROU          | 1 | 0 |
| 13 | MIhai Drăguşin     | P  | 1,88 m | 85 kg  | 5 gennaio 1984    | Bucarest, Romania    | Steaua Bucarest, ROU | 0 | 0 |

- Staff tecnico:

CT:  István Kovács.
Assistenti: Anatolie Grintescu, Remus Cimpianu

### Serbia
La rosa definitiva dei 13 giocatori è stata ufficializzata il 13 luglio 2012
| No | Nome               | R  | Alt    | Peso   | Data di nascita   | Luogo di nascita    | Club                   | P | G  |
| -- | ------------------ | -- | ------ | ------ | ----------------- | ------------------- | ---------------------- | - | -- |
| 1  | Slobodan Soro      | P  | 1,98 m | 98 kg  | 23 dicembre 1978  | Novi Sad, Serbia    | Partizan, SRB          | 1 | 10 |
| 2  | Aleksa Šaponjić    | D  | 1,91 m | 98 kg  | 4 giugno 1992     | Belgrado, Serbia    | Cal. Golden Bears, USA | 1 | 0  |
| 3  | Živko Gocić        | D  | 1,92 m | 107 kg | 22 agosto 1982    | Belgrado, Serbia    | Szolnok, HUN           | 1 | 0  |
| 4  | Vanja Udovičić (C) | D  | 1,93 m | 94 kg  | 12 settembre 1982 | Belgrado, Serbia    | Mladost, HRV           | 1 | 1  |
| 5  | Dušan Mandić       | D  | 1,90 m | 91 kg  | 16 giugno 1994    | Cattaro, Montenegro | Partizan, SRB          | 1 | 0  |
| 6  | Duško Pijetlović   | CB | 1,86 m | 95 kg  | 25 aprile 1985    | Novi Sad, Serbia    | Pro Recco, ITA         | 1 | 2  |
| 7  | Slobodan Nikić     | CB | 1,94 m | 105 kg | 25 gennaio 1983   | Zrenjanin, Serbia   | Camogli, ITA           | 1 | 2  |
| 8  | Milan Aleksić      | CB | 1,97 m | 100 kg | 13 maggio 1986    | Belgrado, Serbia    | Szolnok, HUN           | 1 | 1  |
| 9  | Nikola Rađen       | A  | 1,87 m | 94 kg  | 29 gennaio 1985   | Sombor, Serbia      | Chios, GRC             | 1 | 0  |
| 10 | Filip Filipović    | A  | 1,93 m | 91 kg  | 2 maggio 1987     | Belgrado, Serbia    | Pro Recco, ITA         | 1 | 2  |
| 11 | Andrija Prlainović | A  | 2,00 m | 106 kg | 28 aprile 1987    | Ragusa, Croazia     | Pro Recco, ITA         | 1 | 5  |
| 12 | Stefan Mitrović    | A  | 1,94 m | 85 kg  | 29 marzo 1988     | Belgrado, Serbia    | Partizan, SRB          | 1 | 1  |
| 13 | Gojko Pijetlović   | P  | 1,94 m | 100 kg | 7 agosto 1983     | Novi Sad, Serbia    | Ferencváros, HUN       | 0 | 0  |

- Staff tecnico:

CT:  Dejan Udovičić.
Assistenti:Dejan Stanojević, Vladimir Pavlović. Medico: Nebojša Jeremić. Fisioterapista: Goran Golubović. Capo delegazione: Marko Stefanović.

### Stati Uniti
La selezione statunitense è stata annunciata il 25 giugno 2012
| No | Nome             | R  | Alt    | Peso   | Data di nascita  | Luogo di nascita           | Club               | P | G |
| -- | ---------------- | -- | ------ | ------ | ---------------- | -------------------------- | ------------------ | - | - |
| 1  | Merrill Moses    | P  | 1,91 m | 98 kg  | 13 agosto 1977   | Harbor City, Stati Uniti   | New York A.C., USA | 1 | 7 |
| 2  | Peter Varellas   | A  | 1,91 m | 88 kg  | 2 ottobre 1984   | Oakland, Stati Uniti       | Olympic Club, USA  | 1 | 3 |
| 3  | Peter Hudnut     | D  | 1,96 m | 102 kg | 16 febbraio 1980 | Washington, Stati Uniti    | New York A.C., USA | 1 | 0 |
| 4  | Jeff Powers      | D  | 2,01 m | 118 kg | 21 gennaio 1980  | Chattanooga, Stati Uniti   | Newport, USA       | 1 | 0 |
| 5  | Adam Wright      | A  | 1'91 m | 88 kg  | 4 maggio 1977    | Huntington Beach, USA      | New York A.C., USA | 1 | 1 |
| 6  | Shea Buckner     | A  | 1,93 m | 98 kg  | 12 dicembre 1986 | Huntington Beach, USA      | New York A.C., USA | 1 | 0 |
| 7  | Layne Beaubien   | D  | 1,96 m | 100 kg | 4 luglio 1976    | Coronado, Stati Uniti      | New York A.C., USA | 1 | 1 |
| 8  | Tony Azevedo (C) | A  | 1,85 m | 91 kg  | 21 novembre 1981 | Rio de Janeiro, Brasile    | New York A.C., USA | 1 | 1 |
| 9  | Ryan Bailey      | CB | 1,96 m | 111 kg | 28 agosto 1975   | Los Angeles, Stati Uniti   | Newport, USA       | 1 | 1 |
| 10 | Tim Hutten       | D  | 1,96 m | 100 kg | 4 giugno 1985    | Los Alamitos, Stati Uniti  | Newport, USA       | 1 | 1 |
| 11 | Jesse Smith      | D  | 1,93 m | 104 kg | 27 aprile 1983   | Kailua, Stati Uniti        | New York A.C., USA | 1 | 0 |
| 12 | John Mann        | CB | 1,98 m | 113 kg | 27 giugno 1985   | Beverly Hills, Stati Uniti | New York A.C., USA | 1 | 0 |
| 13 | Chay Lapin       | P  | 1,96 m | 93 kg  | 22 febbraio 1987 | Fountain Valley, USA       | New York A.C., USA | 1 | 1 |

- Staff tecnico:

CT:  Terry Schroeder.
Assistenti: Marco Palazzo, Robert Lynn.

### Ungheria
La selezione definitiva è stata annunciata il 3 luglio 2012
| No | Nome                | R  | Alt    | Peso   | Data di nascita   | Luogo di nascita   | Club           | P | G  |
| -- | ------------------- | -- | ------ | ------ | ----------------- | ------------------ | -------------- | - | -- |
| 1  | Zoltán Szécsi       | P  | 1,98 m | 96 kg  | 22 dicembre 1977  | Budapest, Ungheria | Eger, HUN      | 1 | 14 |
| 2  | Tamás Varga         | CB | 2,01 m | 105 kg | 14 luglio 1975    | Szolnok, Ungheria  | Debrecen, HUN  | 1 | 0  |
| 3  | Norbert Madaras     | A  | 1,91 m | 91 kg  | 1º dicembre 1979  | Eger, Ungheria     | Pro Recco, ITA | 1 | 2  |
| 4  | Dénes Varga         | A  | 1,93 m | 95 kg  | 29 marzo 1987     | Budapest, Ungheria | Primorje, HRV  | 1 | 2  |
| 5  | Tamás Kásás         | A  | 2,00 m | 97 kg  | 26 luglio 1976    | Budapest, Ungheria | Pro Recco, ITA | 1 | 1  |
| 6  | Norbert Hosnyánszky | D  | 1,96 m | 102 kg | 4 marzo 1984      | Budapest, Ungheria | Eger, HUN      | 1 | 1  |
| 7  | Gergely Kiss        | D  | 1,98 m | 112 kg | 21 settembre 1977 | Budapest, Ungheria | Vasas, HUN     | 1 | 1  |
| 8  | Márton Szivós       | D  | 1,93 m | 91 kg  | 19 agosto 1981    | Budapest, Ungheria | Honvéd, HUN    | 1 | 0  |
| 9  | Dániel Varga        | A  | 2,01 m | 95 kg  | 25 settembre 1983 | Budapest, Ungheria | Primorje, HRV  | 1 | 2  |
| 10 | Péter Biros (C)     | A  | 1,96 m | 102 kg | 5 aprile 1976     | Miskolc, Ungheria  | Eger, HUN      | 1 | 0  |
| 11 | Ádám Steinmetz      | CB | 1,98 m | 104 kg | 11 agosto 1980    | Budapest, Ungheria | Vasas, HUN     | 1 | 0  |
| 12 | Balász Hárai        | CB | 2,02 m | 110 kg | 5 aprile 1987     | Budapest, Ungheria | Honvéd, HUN    | 1 | 1  |
| 13 | Viktor Nagy         | P  | 1,98 m | 94 kg  | 23 luglio 1983    | Budapest, Ungheria | Vasas, HUN     | 0 | 0  |

Staff tecnico:
CT:  Dénes Kemény.
Assistente: Tibor Benedek. Medico: Gábor Antal.